# Tisbjerg
Tisbjerg er et areal i Kongens Tisted Sogn i Rebild Kommune. Stedbetegnelsen dækker over en gravhøj placeret på toppen af Tisbjerg 73m over havet. Neden for denne bakke ligger gården Tisbjerg bygget i 1938. Ejendommen er et firelænget nedlagt landbrug med ca. 3 hektar. Navnet "Tis" stammer formentlig oprindeligt fra oldnordisk og kommer fra det oldnordiske gudenavn "Tyr" som senere er blevet til "Tis" – altså "Tyrs bjerg eller bakke".
Det er også navnet på et lille husmandssted fra 1938.
- Kærlighedsstenen i haven "HSL-P" 1987-2020

56°44′45.57″N 9°36′53.42″Ø / 56.7459917°N 9.6148389°Ø